# Іскоростинські
Іскоростинські - український шляхтетський рід гербу Божаволя, що походить від власників села Іскорость (сучасне місто Коростень Коростенського району Житомирської області) Зауської волості Київського воєводства, один з родів зауської шляхти.

## Історія
Представники роду обґрунтовували своє право на володіння Іскоростю земельним наданням київського князя Олександра Володимировича. В першій половині 16 століття джерела згадують декількох осіб, невідомого ступеня спорідненості. 
21 серпня 1541 року земянин київського повіту Петро Богданович Іскоростинський отримав підтвердження від Сигізмунда І Старого на лист князя Олександра Володимировича. В 1538 Хома Ланевич отримав від Сигізмунда І Старого привілей на землю Саковську у Вигові. 
6 травня 1572 року зем'я́ни київської землі Йосип Петрович, Яцько Сетренець, Степан і Роман Хомичі, Григорій і Дмитро Онуфрійовичі, власники Олісовщини та Іскорості отримали від короля Сигізмунда ІІ Августа підтвердження на раніше видані привілеї. 
Протягом 80-х років 16 століття різні Іскоростинські продали свої частки в Іскорості пану Прокопу Мержвинському. Починаючи з цього часу і до теперішнього часу основним місцем проживання Іскоростинських є різні села Виговської землі, а історія роду тісно повязана з історією роду Виговських. 
В середині 17 століття рід розділився на дві основні лінії. На початку 19 століття, абсолютна більшість представників роду була визнана в дворянській гідності Волинським дворянським депутатським зібранням, і користувалася правами дворян Російської імперії до 1864 року. Герольдія так і не затвердила Іскоростинських в дворянській гідності Російської імперії, через що, після 1864 року Іскоростинські були записані до стану міщан чи селян.

## Герб
Під час доведення дворянського походження у 1802 році в Волинському дворянському депутатському зібранні, своїм гербом Іскоростинські вказали герб Божаволя.

## Написання прізвища
В документах 16 століття, староукраїнською мовою, прізвище роду пислося як "Искоростинский". В 18 столітті, коли актова документація на теренах Київського воєводства велася польською мовою, прізвище писалося як "Iskorostynski". За часів Російської імперії вже було декілька варіантів написання прізвища як "Искоростинский", "Искоростенский", "Искоростынский". Одна з гілок роду, представники якої втратили зв'язок з родовим гніздом, вживала прізвище "Скоростенский", втративши літеру "і" на початку. Ця ситуація зберігається до нашого часу.